# La batalla de los puentes
La batalla de los puentes es un documental venezolano de 2020 dirigido por Carlos Azpúrua.

## Trama
El documental narra los hechos del intento de ingreso de ayuda humanitaria en Venezuela en la frontera entre Colombia y Venezuela en 2019.

## Recepción
En marzo de 2025, la Casa de América de Madrid suspendió un ciclo programado donde se iba a proyectar el documental, junto con la película «Operación Orión». Comités de familiares de presos políticos, asociaciones de migrantes y activistas habían exigido la retirada de la programación. Organizaciones venezolanas como el Comité de Familiares y Amigos por la Libertad de los Presos Políticos (CLIPPVE) y la Plataforma Ayuda Venezuela pidieron la reconsideración del evento. José Antonio Vega, coordinador del Comando Con Venezuela España, declaró que el ciclo no tenía un fin cultural, sino que buscaba «blanquear la imagen» del régimen de Nicolás Maduro. La Comunidad y el Ayuntamiento de Madrid había criticado la programación y pidió que no se proyectasen los dos largometrajes, describiendo que «enaltecen una dictadura», que son «propaganda», y sosteniendo que la proyección iba contra de los fines con los que se fundó la organización.